# Exocentrus lateralis
Exocentrus lateralis là một loài bọ cánh cứng trong họ Cerambycidae.